# Dzintars Lācis

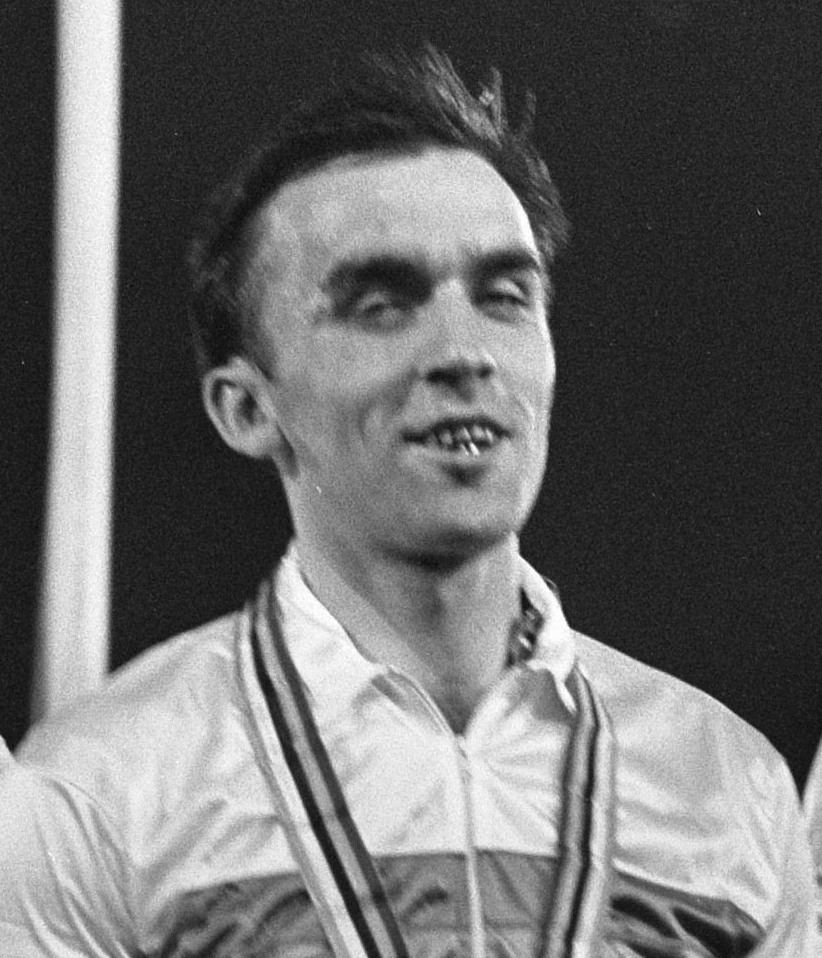
Dzintars Lācis (1967)

Dzintars Lācis (* 18. Mai 1940 in Jelgava; † 17. November 1992 in Riga) war ein lettischer Radrennfahrer und Weltmeister im Radsport. Er war in der Sowjetunion aktiv.

## Sportliche Laufbahn
Lācis war Bahnradsportler. Bei den Bahnradsport-Weltmeisterschaften 1967 wurde er mit Stanislaw Moskwin, Wiktar Bykau und Michail Koljuschew Weltmeister in der Mannschaftsverfolgung.
Lācis war Teilnehmer der Olympischen Sommerspiele 1964 in Tokio. In der Mannschaftsverfolgung kam der sowjetische Vierer auf den 4. Platz. Lācis war ebenso Teilnehmer der Olympischen Sommerspiele 1968 in Mexiko-Stadt. In der Mannschaftsverfolgung kam der sowjetische Vierer erneut auf den 4. Platz. 1961 und 1968 wurde er nationaler Meister in der Mannschaftsverfolgung. Er startete für den Verein Dinamo Riga.